# Capio mortis causa
Capio mortis causa (vagy mortis causa capio) a római jogban általában a valakinek halála következtében való szerzés (mortis causa capitur, cum propter mortem alicujus capiendi occasio obvenit, exceptis his capiendi figuris quae proprio nomine appellantur). Ennélfogva mortis capio volt a végrendeleti, a törvényes örökösödés, a hagyomány útján való szerzés, sőt a halál esetére szóló ajándékozás következtében való szerzés is. Szorosabb értelemben csak a halál esetére szóló ajándékozás útján való szerzésekről mondták, hogy az ily szerzések: mortis causa capiones. Még szorosabban véve, ezeket a mortis causa donatiókat is kivették a mortis causa capiones keretéből, kizárólag azokra az esetekre szorítván a mortis causa capio kitételt, amelyekben eredetileg a szerzés kedvezményezettjének a szerzés tárgyát képező előnyre keresettel érvényesíthető igénye, joga, követelése nem volt. 